# Fred Lerdahl
Fred Lerdahl (Madison, 10 de março de 1943) é um professor estadunidense de Composição Musical da cátedra Fritz Reiner na Columbia University e um compositor e teórico musical, mais conhecido por seu trabalho sobre espaço de frequências (pitch space) e restrições cognitivas em sistemas composicionais ou "gramáticas musicais".

## Biografia
Lerdahl estudou com James Ming na Lawrence University, onde obteve seu bacharelado em Música em 1965, e com Milton Babbitt, Edward Cone e Earl Kim na Universidade de Princeton, onde tornou-se Mestre em Belas Artes em 1967. Posteriormente, estudou com Wolfgang Fortner na Hochschule für Musik in Freiburg/Breisgau em 1968-69, pelo Programa Fulbright. Foi agraciado com um doutorado honorário da Lawrence University em 1999.